# Said al-Bagdadi
Abu al-Ala Said al-Bagdadi (c. 950-c. 1026) o Said de Bagdad. Poeta árabe de origen bagdadí, afincado en Córdoba desde el año 990, que perteneció al círculo áulico de Almanzor.
Pasó su infancia en Mosul para posteriormente estudiar literatura, poesía e historia en Bagdad. A petición de Almanzor, fue llamado a Córdoba a donde llegó en 990. Como Ibn Darray, permaneció al servicio de su hijo Abd al-Malik al-Muzaffar, a quien dedicó panegíricos y poesía floral, y recaló en la taifa de Zaragoza, huyendo de la guerra civil que se desencadenó tras la crisis del Califato de Córdoba.  Posteriormente buscó la protección de Muyahid al-Muwaffaq de Denia, donde fue maestro del gran lexicógrafo invidente Ibn Sida de Murcia. Pasó su vejez en Sicilia, probablemente el lugar donde falleció.  
Destacó por su erudición, ingenio y habilidad para la improvisación. Solo se le atribuye un tratado de lexicografía histórica, el Kitab al-fusus fi luga wa-l-ajbar (Engarces de anillo sobre lexicografía e historia), aunque algunos autores citan dos más, el Kitab al-yawwas y Kitab al-Jiyafyaf.